# Hofhauser Elek
Hofhauser Elek (Buda, 1845. július 24. – Budapest, 1923. április 8.) magyar építész és építőmester, Hofhauser Antal testvére.

## Élete
Hofhauser Antal polgári kőfaragó mester és Rössler Terézia tizenkettedik gyermekeként született német eredetű családban. Kivitelezőként (korabeli szóhasználattal építőmester) működött elsősorban, de néhány épületnél ő maga volt a tervező is. Egyes források szerint több száz budapesti ház felépítésében vett részt. Ő volt a Kallina Mór által tervezett Budavári evangélikus templom kivitelezője is.
Az Építő Ipar folyóiratban 1877-től egészen 1921-ig, azaz 44 éven át előfordul a neve az aktuális építkezések felsorolásánál. 1898-ban a Magyar Iparművészeti Társulat egyik alapító tagja volt.
Wurm Matildot (1853–1917) vette feleségül, akitől 15 gyermeke született.
1923-ban hunyt el 78. életévében. A ma már nem létező Németvölgyi temetőben helyezték nyugalomra.

## Ismert épületei
- 1887: lakóház, Budapest, Margit körút 40.[9]
- 1890: saját lakóháza, Budapest, Kék Golyó utca 17. (az épületet 1998–2001-ben felújították, napjainkban a Budahegyvidéki Evangélikus Egyházközség használja)[5]
- 1892: Trombitás-ház, Budapest, Batthyány utca 31. / Kapás utca 2.[10]
- 1893–1896: Pejacsevich-palota, Budapest, Reviczky u. 3.[11]
- 1893–1894: lakóház, Budapest, Krúdy Gyula u. 6.[12]
- 1896–1897: Gebhardt-bérház, Budapest, Kossuth Lajos u. 8. (kérdéses szerzőség, az épület lehet hogy Schweiger Gyula műve)[13]
- 1898: Biscara-bérház, Budapest, Szilágyi Dezső tér 6-7.[14]
- 1901–1902: Apáthy-nyaraló, Budapest, Páfrány utca 9.[7]
- 1901–1902: katolikus egyesületi ház kápolnával, Budapest, Toldy Ferenc utca 30.[15]

### Csak kivitelező volt
- 1895: Budavári evangélikus templom, Budapest, Táncsics Mihály u. 28. (tervezte: Kallina Mór)[6]

## Képtár

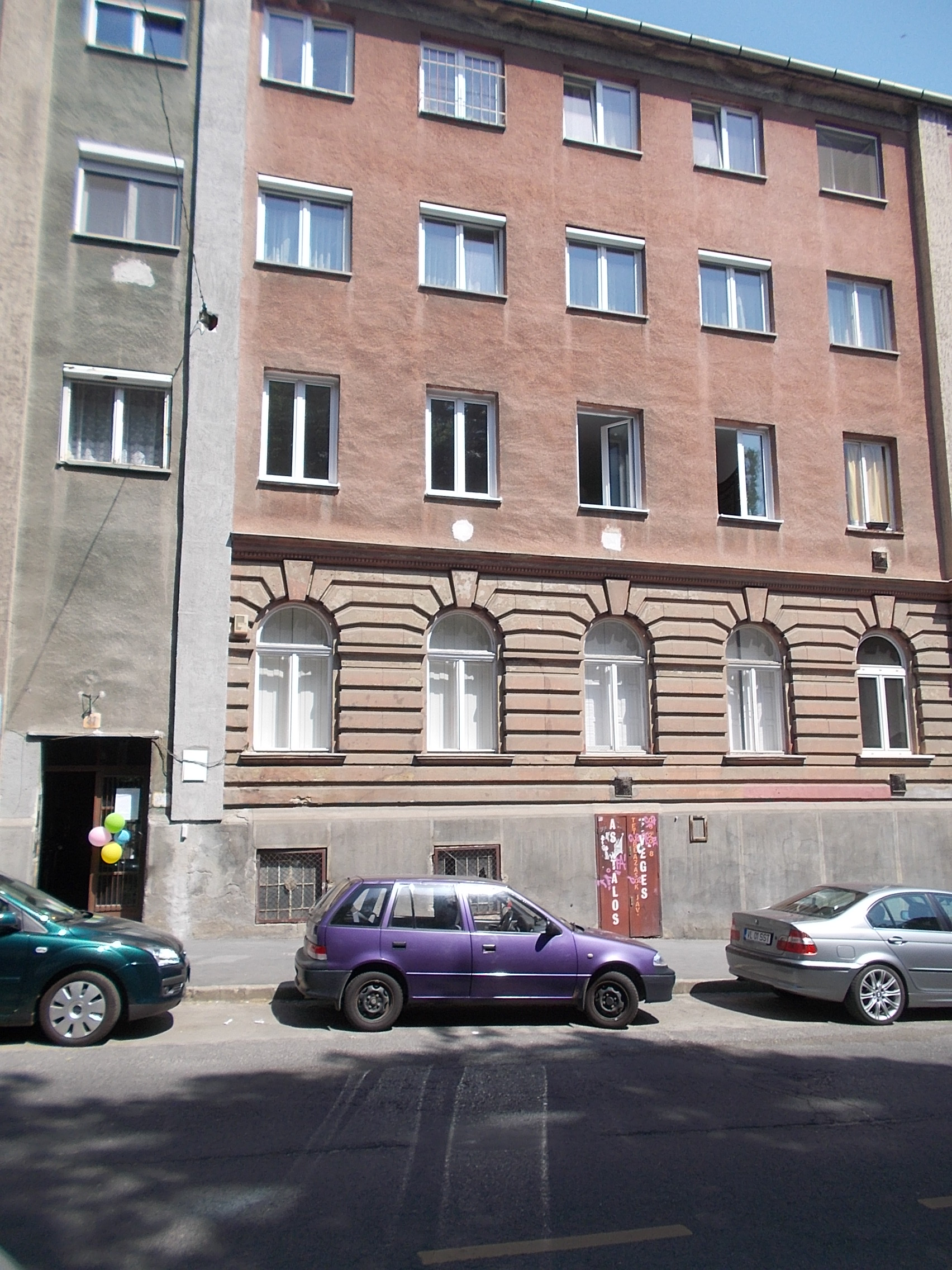
Batthyány utca 31.
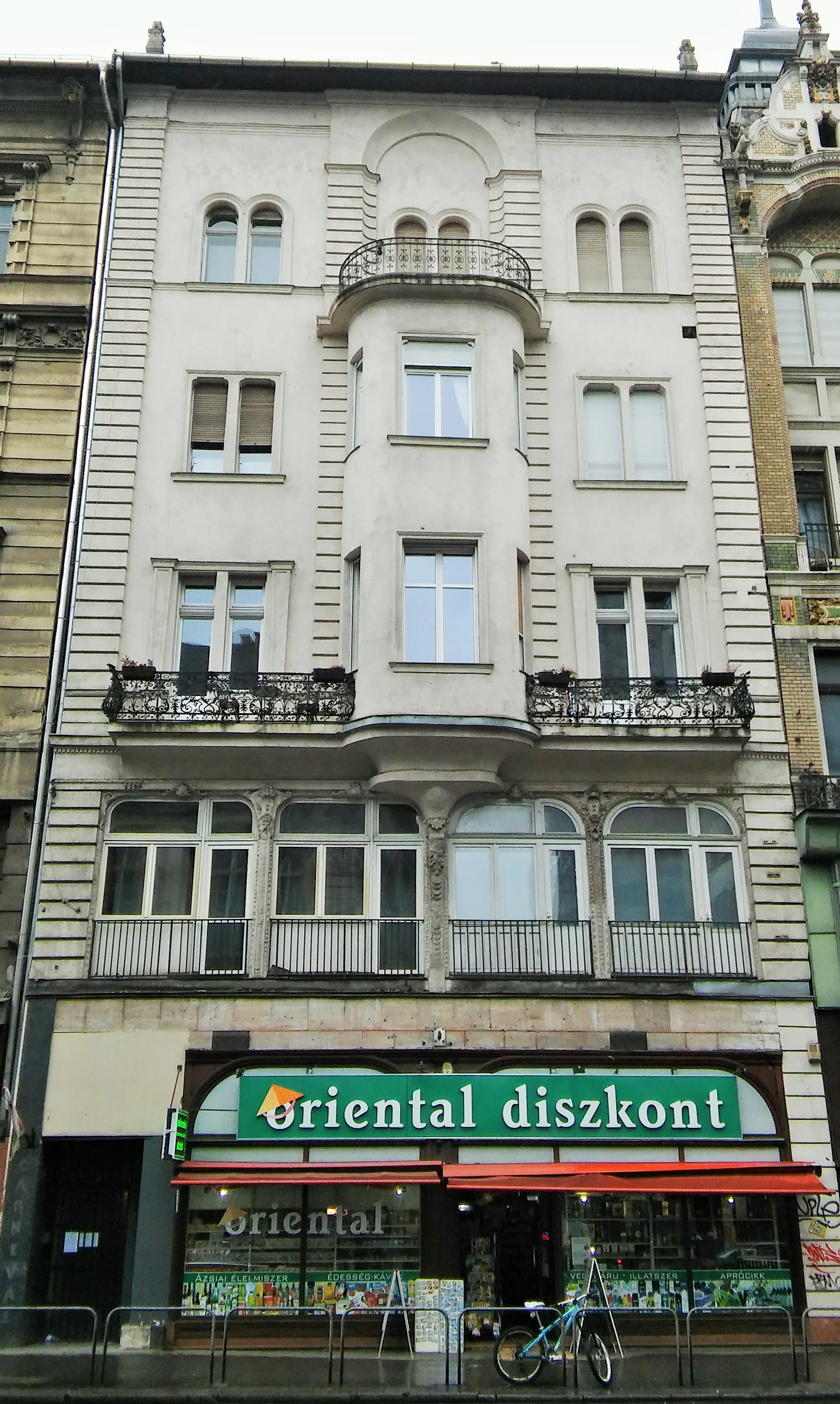
Kossuth Lajos u. 8.
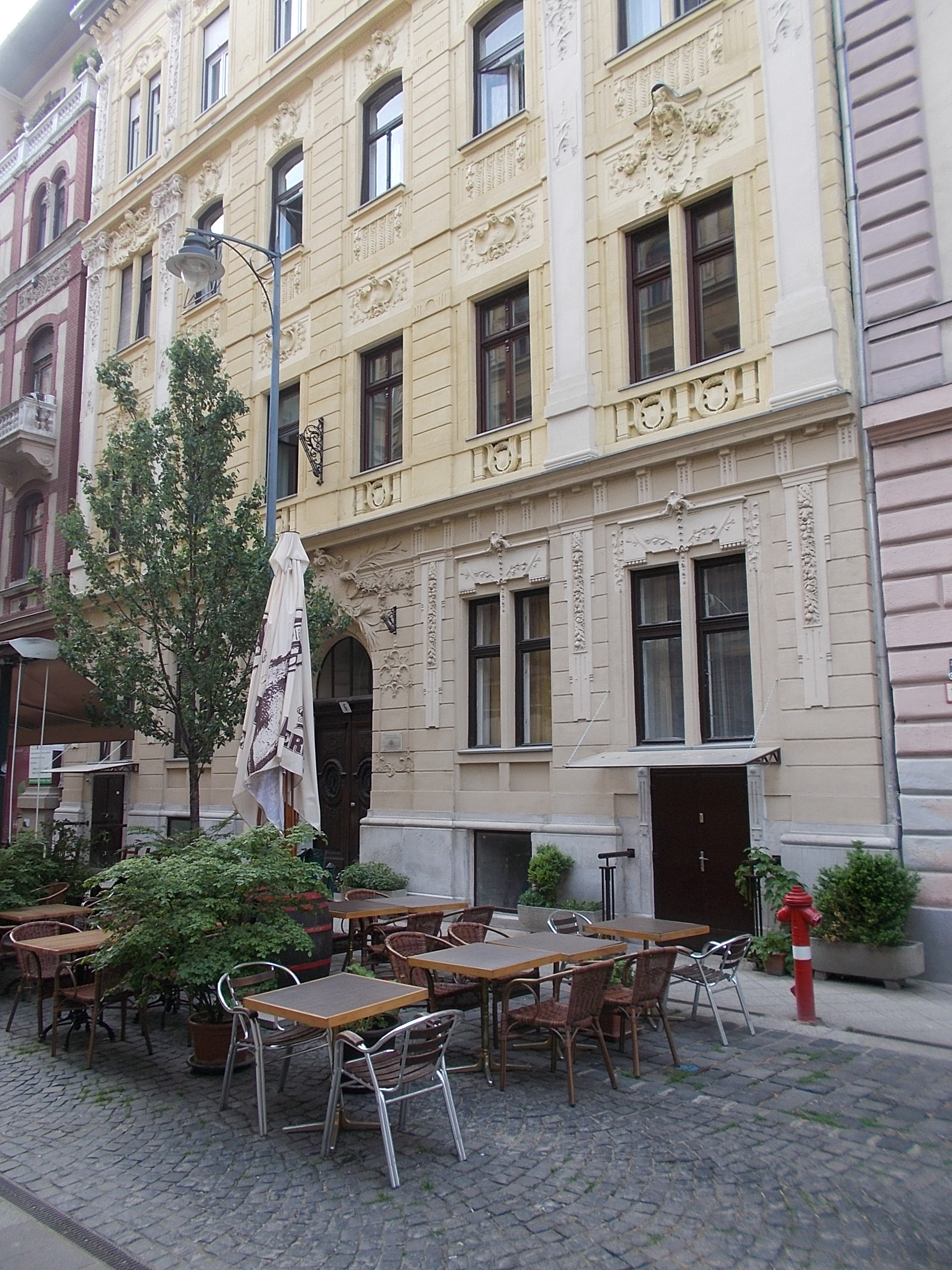
Krúdy Gyula u. 6.
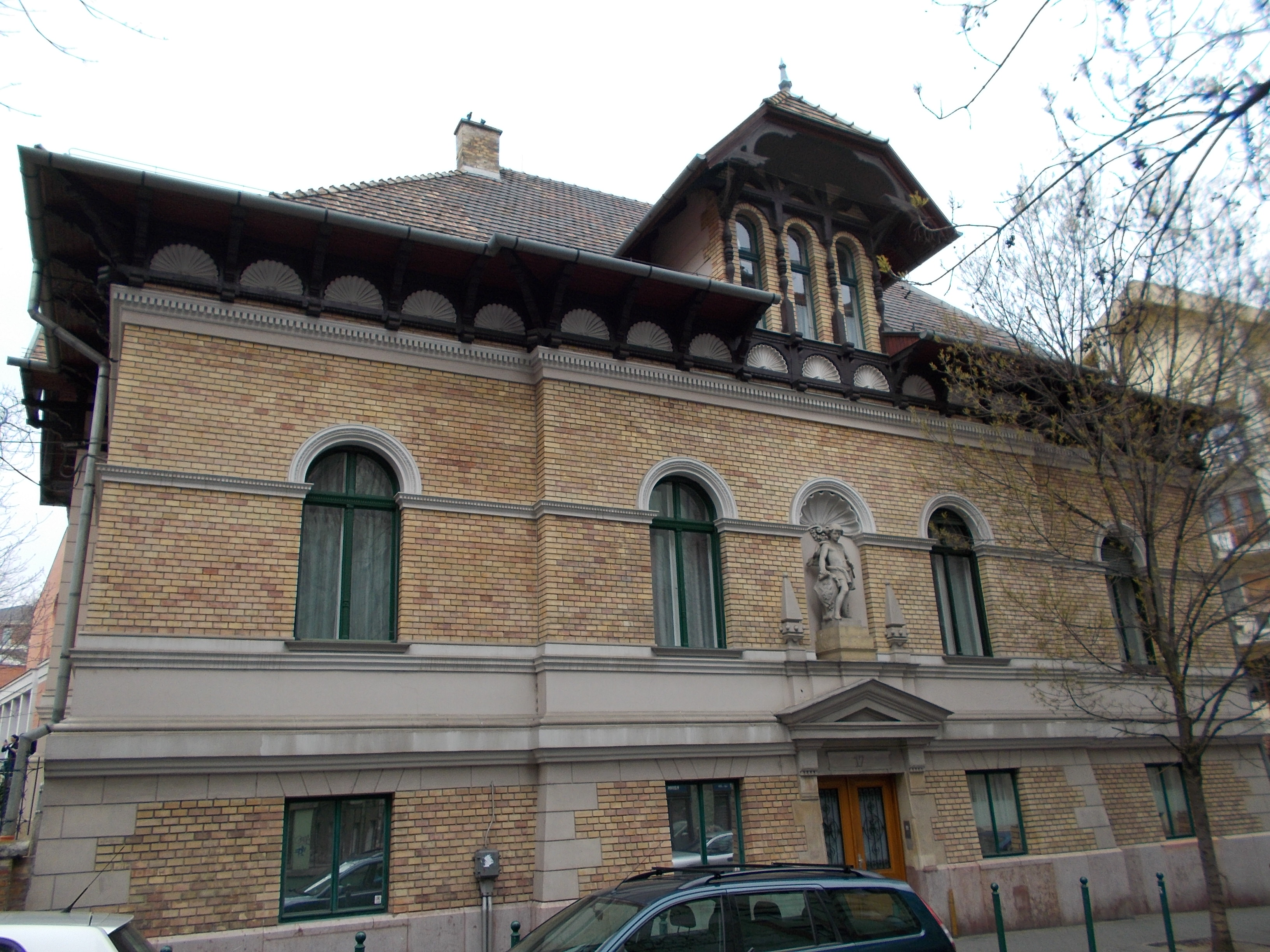
Kék Golyó utca 17.
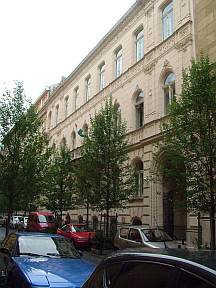
Reviczky u. 3.
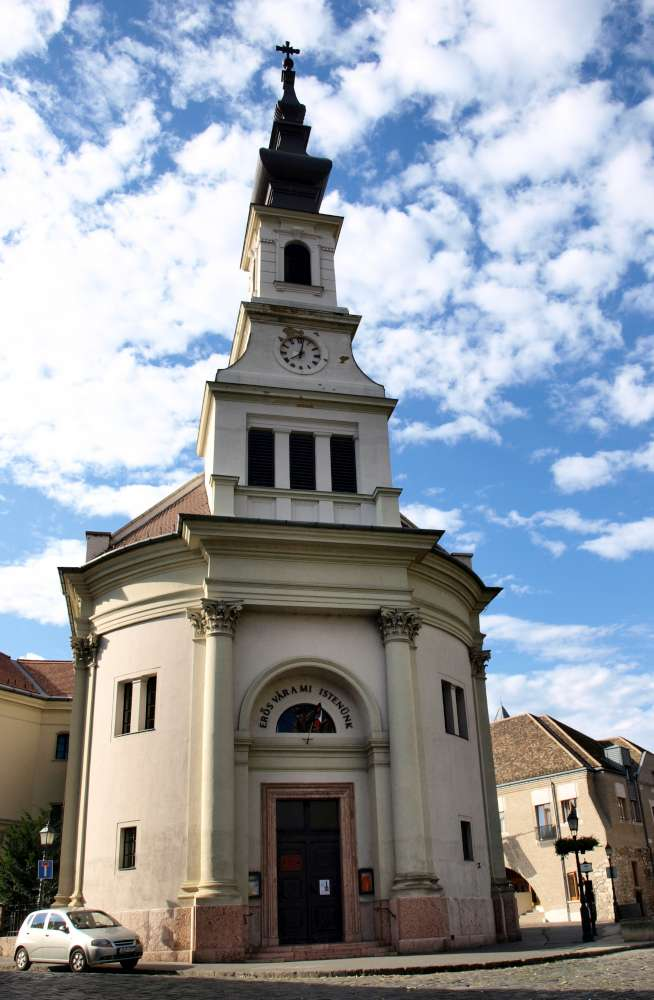
Budavári evangélikus templom (kivitelező)